# Elise Richter
Elise Richter (Vienna, 2 marzo 1865 – campo di concentramento di Theresienstadt, 21 giugno 1943) è stata una filologa austriaca, la prima donna ad ottenere un riconoscimento accademico in un'università austriaca. Fu anche una vittima dell'Olocausto durante la seconda guerra mondiale.

## Biografia
Else Richter nacque a Vienna nel 1865 da una famiglia ebraica appartenente al ceto medio. Era figlia di Emelie Richter e del medico viennese Maximilian Richter, e sorella di Helene Richter, scrittrice e traduttrice di opere della letteratura inglese. Le due sorelle erano molto unite, soprattutto dopo i decessi dei loro genitori nel 1889 e nel 1891, e si incoraggiavano a vicenda a proseguire le rispettive attività accademiche.
Inizialmente istruita in casa con le sue due sorelle dalla governante prussiana e poi attraverso corsi universitari che lei ed Helene frequentarono durante gli anni 1890, Elise Richter si iscrisse quindi all'Università di Vienna, dove studiò filologia romanza ed ebbe come insegnanti Adolfo Mussafia e Wilhelm Meyer-Lubke. Fu inoltre una delle prime donne a laurearsi, nel 1901, in tale università, addirittura summa cum laude. Quattro anni dopo, divenne la prima donna ad ottenere l'abilitazione per il suo lavoro sulle lingue romanze. Nel 1907, divenne la prima insegnante a contratto femminile e, nel 1921, fu la prima donna in Austria ad essere nominata "professoressa straordinaria", sebbene non avesse mai ottenuto una cattedra ordinaria. A partire dal 1920, presiedette  l'associazione delle donne accademiche austriache (Verband der Akademikerinnen Österreichs), mentre nel 1922 fondò la federazione austriaca delle donne universitarie.
Dopo l'Anschluss e l'inizio delle persecuzioni antisemite in Austria, la Richter fu licenziata e le furono negati gli accessi alla biblioteca dell'università, ai musei e alle altre istituzioni culturali. Inoltre, le fu confiscata la sua biblioteca personale, che conteneva oltre 3000 volumi. Elise e la sorella Helene, che viveva con lei, furono arrestate dai nazisti e deportate nel campo di concentramento di Theresienstadt il 9 ottobre 1942, a bordo del trasporto IV/13, numero 598. Helene morì l'8 novembre 1942, Elise il 21 giugno 1943, all'età di 78 anni.